# Silvio Fauner
Silvio Fauner (Pieve di Cadore, 1 november 1968) is een Italiaans langlaufer. 

## Carrière
Fauner behaalde tijdens de Olympische Winterspelen in totaal vijf medailles, tweemaal zilver en eenmaal goud op de estafette en in 1994 de bronzen medaille op de achtervolging en in 1998 de bronzen medaille op de 30 kilometer.
Fauner won tijdens wereldkampioenschappen in totaal zeven medailles. Op de estafette won Fauner één zilveren en drie bronzen medailles. Individueel werd Fauner in 1995 wereldkampioen over 50 kilometer en twee medailles op de achtervolging.
Fauner mocht samen met zijn ploeggenoten van 1994 de olympische vlam aansteken tijdens de Olympische Winterspelen 2006 in Turijn.

## Resultaten

### Olympische Winterspelen
| Jaar | Plaats         | Resultaten                                                                                  |
| ---- | -------------- | ------------------------------------------------------------------------------------------- |
| 1992 | Albertville    | 10e 10 km klassiek · 7e achtervolging · 4x10 km estafette                                   |
| 1994 | Lillehammer    | 8e 10 km klassiek · 7e 30 km vrij · achtervolging · 4x10 km estafette                       |
| 1998 | Nagano         | 10e 10 km klassiek · 30 km klassiek · 10e 50 km vrij · 4e achtervolging · 4x10 km estafette |
| 2002 | Salt Lake City | 14e op de sprint 51e 30 km vrij                                                             |

### Wereldkampioenschappen langlaufen
| Jaar | Plaats              | Resultaten                                                                                       |
| ---- | ------------------- | ------------------------------------------------------------------------------------------------ |
| 1993 | Falun               | 6e 10 km klassiek · 13e 30 km klassiek · achtervolging · 4x10 km estafette                       |
| 1995 | Thunder Bay         | 4e 10 km klassiek · 5e 30 km klassiek · 50 km vrij · achtervolging · 4x10 km estafette           |
| 1997 | Trondheim           | 11e 10 km klassiek · 45e 30 km vrij · 14e 50 km klassiek · 10e achtervolging · 4x10 km estafette |
| 1999 | Ramsau am Dachstein | 25e 10 km klassiek · 16e 30 km vrij · 19e achtervolging · 4x10 km estafette                      |
| 2001 | Lahti               | 7e sprint vrij                                                                                   |
| 2003 | Val di Fiemme       | 37e sprint vrij                                                                                  |